# Tragulus versicolor
Tragulus versicolor är ett partåigt hovdjur i familjen mushjortar. Det svenska trivialnamnet vietnamesisk mushjort har använts för arten.

## Utseende
Arten kännetecknas av ett litet men brett kranium och av en ganska styv päls (trots allt inte taggig som hos Tragulus kanchil). Bröstets sidor och andra framåt riktade delar av kroppen har en ljus ockra till ljusbrun färg. Ryggen är däremot gråaktig. Tragulus versicolor saknar en mörk längsgående strimma på den vitaktiga undersidan. I motsats till större mushjort (Tragulus napu) har arten inga mörka strimmor mellan ögonen och nosen. På halsen förekommer två rödaktiga strimmor och en vit strimma i mitten. Strimmorna är i princip parallella och de röda strimmorna bildar inget V. Den vita strimman är dessutom sammanlänkad med den vita undersidan. En brun krage nedanför strupen saknas.
En hanne av de exemplar som dödades 1990 hade en kroppslängd (huvud och bål) av 40 cm, en svanslängd av 5 cm och en vikt av 1700 g. Bakfötterna var 11 cm långa och öronen var 3,5 cm stora. Individen är mindre än genomsnittet av de undersökta exemplaren från Tragulus kanchil. Efter 14 år hade några av ovansidans gråa hår vita spetsar.

## Upptäckt, utbredning och status
Den första individen som blev känd för vetenskapen hittades 1907 nära staden Nha Trang i sydöstra Vietnam och den blev 1910 av Oldfield Thomas beskriven som art. Andra exemplar dödades 1990 av en jägare i provinsen Gia Lai längre norrut vid 500 meter över havet. Sedan hittades fram till det sena 2010-talet inga fler exemplar. Uppskattningsvis kan arten leva i lövfällande och städsegröna skogar.
Utbredningsområdets och populationens exakta storlek är inte känd på grund av att arten liknar en annan medlem av samma släkte, Tragulus kanchil, som lever i samma region. Dessutom existerade fram till det sena 2010-talet bara ett fåtal kamerafällor för att registrera arten.
I sydöstra Vietnam fångas mushjortar och mindre viverrider med snaror. Allmänt är mushjortar sällsynta. En 100 timmar lång studie i Laos hittade inga exemplar. Jägare i regionen fick informationen att Tragulus versicolor och Tragulus kanchil ska släppas lös ifall de hamnar i fällorna. IUCN listar arten med kunskapsbrist (DD).